# デビッド・テッパー

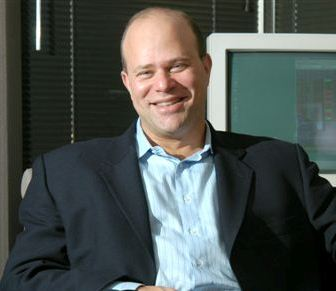
デイビッド・テッパー

デビッド・テッパー（英語：David Tepper、1957年9月11日 - ）は、アメリカ合衆国ペンシルベニア州ピッツバーグ生まれのヘッジファンド・マネージャー、投資家。アパルーサ・マネージメントの創業者。2018年からNFLチーム、カロライナ・パンサーズのオーナーを務める。

## 経歴
ペンシルベニア州ピッツバーグのスタントンハイツと呼ばれる下流中産階級が住む地域のユダヤ人家庭に生まれ育つ。父親は経理、母親は公立校教師。ピーボディ高校を卒業し、ピッツバーグ大学で経済学を専攻。大学を卒業後は地元ピッツバーグの地方銀行であるエクイバンクで証券アナリストとして勤務。しかし、入社後すぐの1980年、テッパーは自分の社内の立場に不満を抱き、不当な扱いの原因の一つが学歴にあると考えMBAを取得するため、カーネギーメロン大学のビジネススクールに通う。MBA取得後の1982年、オハイオ州のリパブリック・スチール社へ入社し財務を管理。2年後の1984年にはボストンのキーストーン社へ転職、そして翌年1985年にはニューヨークの名門投資銀行ゴールドマン・サックスへ入社し、主にジャンク株を担当する。妻と３人の子供があり、ニュージャージー州リビングストンに暮らす。2010年にサフォーク郡 (ニューヨーク州)サガポナックの家を4400万円で購入後豪邸に建て直したが、1990年に妻と二人で買ったリビングストンの２階家に住み続け、子供たちは公立学校に通わせるなど、つましい生活ぶりで知られる。資産は約120億ドルと言われている。

## アパルーサ・マネージメント
ゴールドマンサックス入社から7年経った1992年に同社を退社。翌年1993年に自身のヘッジファンド、アパルーサ・マネージメントをニュージャージー州ショートヒルズに設立している。最初は社名をペガサスにしようと思い立ったが、すでに数多くの社名が登録されていたため、馬の品種名のうちアルファベット順で上位にあった品種アパルーサを社名に選んだ。

## リーマンショックで荒稼ぎ
リーマン・ショックやサブプライムローンによる金融危機の真っ只中だった2009年2月、米財務省が金融機関への公的注入を発表し、銀行が国有化されるのではという懸念から大幅に値崩れしていたシティグループやバンクオブアメリカといった銀行の銀行株や債権を大量に取得した。1ヵ月後の3月初頭には、これらの株はさらにその価値を下げ、紙クズ同然と化し始めたため、アパルーサの社内でも幹部との衝突が絶えなかった。しかしテッパーは自分の考えを信じ、辛抱強く保有し続けた結果、3月末には3倍ほどにその価値を増やし始め、最終的には70億ドルの利益を上げ、テッパー自身はマネージャーとして40億ドルの報酬を受け取った。この年、デビッド・テッパーは世界で最も高額の報酬を受け取ったヘッジファンドマネージャーとなった。

## 慈善事業
2003年、母校であるカーネギーメロン大学のビジネススクールに5,500万ドルを寄付、同校はテッパーの名を冠したテッパー・スクール・オブ・ビジネスに名前を変更している。
2006年には、全米ユダヤ人連盟に100万ドルを寄付している。